# トライ・エヴリシング
「トライ・エヴリシング」（英: Try Everything）は、2016年公開のウォルト・ディズニー・アニメーション・スタジオ制作の映画『ズートピア』のテーマソングである。オリジナル版ではシャキーラ、日本語吹き替え版ではDream Amiが歌唱を担当した。楽曲は、シーア、トール・ハーメンセン、ミッケル・エリクセンによって作詞・作曲された。
作中では、ガゼル（オリジナル版ではシャキーラ、日本語吹き替え版ではDream Amiが声を担当）の歌として使用されている。初めて流れるのは、ジュディ・ホップスが列車でズートピアに向かうシーンで、MP3プレイヤーを再生した際である。その後、エンドロールで再び登場し、ズートピアの市民のためにガゼルが歌う場面で使用されている。

## オリジナル版

### 背景
この楽曲は、アメリカのガールグループ、フィフス・ハーモニーが2013年にデビューEP『Better Together』のために最初に録音したが、最終的に採用されなかった。

### 商業的成果
この楽曲は、公式ミュージックビデオの公開後、ビルボードHot 100で初登場63位を記録し、最高位となった。また、デジタル・ソング・チャートでは26位にランクインし、33,000件のデジタルダウンロードと300万回の米国内ストリーミングがその順位を後押しした。本楽曲は、アメリカレコード協会（RIAA）によってアメリカ国内で300万ユニット以上を売り上げたことを示すトリプルプラチナ認定を受けた。また、イギリスでは、英国レコード産業協会（BPI）により60万ユニット以上の売上を記録し、プラチナ認定を受けている。

### 評価
この楽曲は、第59回グラミー賞で「映像メディア楽曲賞」にノミネートされた。2020年には、ビルボード誌によって「21世紀のディズニー楽曲12選」の1つに選ばれた。また、2022年にはビルボードの「歴代最高のディズニー楽曲チャート」で19位にランクインした。イギリスでは、2022年時点でディズニーの公式「最もストリーミングされた楽曲」ランキングで25位にランクインしている。

### ミュージックビデオ
ミュージックビデオは主に『ズートピア』のシーンで構成されており、シャキーラが録音スタジオで歌う映像が間に挟まれている。

### 受賞歴
| 受賞年 | 賞                                         | カテゴリー                     | 結果       | 脚注  |
| ------ | ------------------------------------------ | ------------------------------ | ---------- | ----- |
| 2016年 | ティーン・チョイス・アワード               | 映画またはテレビ番組からの選曲 | ノミネート | [ 7 ] |
| 2017年 | グラミー賞                                 | 映像メディア楽曲賞             | ノミネート | [ 8 ] |
| 2018年 | ハリウッド・ミュージック・イン・メディア賞 | 歌曲賞 アニメーション映画部門  | ノミネート | [ 9 ] |

## 日本版
Dream Amiの2ndシングル（サウンドトラック版とは異なるバージョン）であり、2016年4月20日にrhythm zoneから発売された。この楽曲は、ミュージック・スーパーバイザーであるトム・マクドゥーガルから高い評価を受けたことがきっかけで、日本語版の主題歌として採用された。

### 経緯
2016年2月24日、「トライ・エヴリシング」の発売が発表された。Dream Amiが「トライ・エヴリシング」と「トライ・エヴリシング（ズーラシアン・フィルハーモニー・バージョン）」で参加した『ズートピア オリジナル・サウンドトラック』が4月20日に発売された。また、同年8月24日には「トライ・エヴリシング」のリミックス・バージョンが配信限定シングルとして発売された。

### 概要
本作は、CD+DVD、CD ONLY、ワンコイン盤の3形態で発売された。
4月1日には、田辺秀伸が監督を務め、実際の動物が登場する、Dream Amiのファンタジーでカラフルな世界観が印象的なミュージックビデオが公開された。
同曲は、2016年度のBillboard Japan Hot Animation年間ランキングで8位、Billboard Japan Hot 100年間ランキングで53位を記録した。
表題曲はシャキーラのカバーであり、映画『ズートピア』の日本版主題歌である。また、Amiにとって初めての映画主題歌となった。

### 収録曲

#### CD+DVD

##### CD
| #         | タイトル                                                  | 作詞                                               | 作曲                                               | 時間  |
| --------- | --------------------------------------------------------- | -------------------------------------------------- | -------------------------------------------------- | ----- |
| 1.        | 「トライ・エヴリシング (Dream Ami version)」              | シーア、トール・ハーメンセン、ミッケル・エリクセン | シーア、トール・ハーメンセン、ミッケル・エリクセン | 03:19 |
| 2.        | 「エデンの園」                                            | 小竹正人                                           | FAST LANE、LISA DESMOND                            | 03:54 |
| 3.        | 「1mmのガールフレンド」                                   | 小竹正人                                           | FAST LANE、LISA DESMOND                            | 04:19 |
| 4.        | 「トライ・エヴリシング (Dream Ami version/Instrumental)」 | シーア、トール・ハーメンセン、ミッケル・エリクセン | シーア、トール・ハーメンセン、ミッケル・エリクセン | 03:18 |
| 5.        | 「エデンの園 (Instrumental)」                             | 小竹正人                                           | FAST LANE、LISA DESMOND                            | 03:54 |
| 6.        | 「1mmのガールフレンド (Instrumental)」                    | 小竹正人                                           | FAST LANE、LISA DESMOND                            | 04:20 |
| 合計時間: | 合計時間:                                                 | 合計時間:                                          | 合計時間:                                          | 23:04 |

##### DVD
| #  | タイトル                                                | 作詞 | 作曲・編曲 |
| -- | ------------------------------------------------------- | ---- | ---------- |
| 1. | 「トライ・エヴリシング (Dream Ami version/Video Clip)」 |      |            |

#### CD ONLY
| #         | タイトル                                     | 作詞                                               | 作曲                                               | 時間  |
| --------- | -------------------------------------------- | -------------------------------------------------- | -------------------------------------------------- | ----- |
| 1.        | 「トライ・エヴリシング (Dream Ami version)」 | シーア、トール・ハーメンセン、ミッケル・エリクセン | シーア、トール・ハーメンセン、ミッケル・エリクセン | 03:19 |
| 2.        | 「エデンの園」                               | 小竹正人                                           | FAST LANE、LISA DESMOND                            | 03:54 |
| 3.        | 「1mmのガールフレンド」                      | 小竹正人                                           | FAST LANE、LISA DESMOND                            | 04:19 |
| 合計時間: | 合計時間:                                    | 合計時間:                                          | 合計時間:                                          | 11:32 |

#### ワンコイン盤
| #         | タイトル                                     | 作詞                                               | 作曲                                               | 時間  |
| --------- | -------------------------------------------- | -------------------------------------------------- | -------------------------------------------------- | ----- |
| 1.        | 「トライ・エヴリシング (Dream Ami version)」 | シーア、トール・ハーメンセン、ミッケル・エリクセン | シーア、トール・ハーメンセン、ミッケル・エリクセン | 03:19 |
| 合計時間: | 合計時間:                                    | 合計時間:                                          | 合計時間:                                          | 3:19  |

## インターナショナル版
この楽曲は物語の理解に直接関係しない背景音楽として使用されているため、多くの外国語版吹き替えでは翻訳されず、原曲のまま使用された。しかし、一部の地域では独自の翻訳やアレンジが行われた例もある。
| 言語         | 歌唱者                     | タイトル             | 脚注   |
| ------------ | -------------------------- | -------------------- | ------ |
| 標準中国語   | ソフィー・チェン           | 尝试一切             | [ 24 ] |
| 英語         | シャキーラ                 | Try everything       |        |
| ヒンディー語 | シュルティ・レイン         | हार ना मानूँगी             |        |
| 日本語       | Dream Ami                  | トライ・エヴリシング | [ 25 ] |
| 朝鮮語       | キム・キョンスン           | 최선을 다해          | [ 26 ] |
| ポーランド語 | パウリナ・プリビシュ       | Nie bój się chcieć   | [ 27 ] |
| ウクライナ語 | ズラータ・オーフニェヴィチ | Не відступлю         | [ 28 ] |

## その他のバージョン
2016年4月、5人組のアカペラグループHome Freeがこの楽曲をカバーしたミュージックビデオを公開した。2021年11月時点で、この動画はYouTubeで850万回以上再生されている。
2020年11月、韓国のガールグループPURPLE KISSが、この楽曲を各国を代表する女性ボーカリストのカバーを含む国際メドレーの一部として披露した。
2024年、エミリー・アン・ロバーツが、この楽曲をウォルト・ディズニー・ワールドのマジック・キングダムでリニューアルされたアトラクション「カントリーベア・ミュージカル・ジャンボリー」で、キャラクター「トリクシー」の声としてカバーした。

## チャート
| 国             | チャート                                       | ピーク順位 | 脚注   |
| -------------- | ---------------------------------------------- | ---------- | ------ |
| オーストラリア | ARIAチャート                                   | 57         | [ 32 ] |
| オーストリア   | エードライ・オーストリア・トップ40             | 39         | [ 33 ] |
| ベルギー       | ウルトラトップ・バブリング・アンダー・ワロニア | 9          | [ 34 ] |
| カナダ         | Canadian Hot 100                               | 49         | [ 35 ] |
| フランス       | 全国音楽出版組合                               | 43         | [ 36 ] |
| ドイツ         | GfKエンタテインメント・チャート                | 54         | [ 37 ] |
| ハンガリー     | マハーズ                                       | 6          | [ 38 ] |
| 日本           | Billboard Japan Hot 100                        | 41         | [ 39 ] |
| 日本           | ビルボード                                     | 1          | [ 39 ] |
| レバノン       | 公式レバノン・トップ20                         | 1          | [ 40 ] |
| 韓国           | サークルチャート                               | 7          | [ 41 ] |
| 韓国           | ガオンチャート                                 | 7          | [ 42 ] |
| スロバキア     | ラディオ・トップ100オフィツィアルナ            | 10         | [ 43 ] |
| スロバキア     | 国際レコード・ビデオ製作者連盟                 | 50         | [ 44 ] |
| スロバキア     | SloTop50                                       | 39         | [ 45 ] |
| スペイン       | プロムシカエ                                   | 32         | [ 46 ] |
| スイス         | シュヴァイツァー・ヒットパラーデ               | 39         | [ 47 ] |
| イギリス       | オフィシャル・チャート・カンパニー             | 186        | [ 48 ] |
| アメリカ       | Billboard Hot 100                              | 63         | [ 49 ] |

### 年末チャート
| 国         | チャート         | 順位 | 脚注   |
| ---------- | ---------------- | ---- | ------ |
| ハンガリー | シングルトップ40 | 86   | [ 50 ] |
| 韓国       | ガオンチャート   | 51   | [ 51 ] |
| 韓国       | サークルチャート | 58   | [ 52 ] |

## 売上と認定
| 地域             | チャート                           | 認定       | 枚数      | 脚注   |
| ---------------- | ---------------------------------- | ---------- | --------- | ------ |
| ブラジル         | プロムジカ・ブラジル               | ゴールド   | 30,000    | [ 53 ] |
| デンマーク       | IFPI デンマーク                    | ゴールド   | 45,000    | [ 54 ] |
| ニュージーランド | ニュージーランド・レコード産業協会 | プラチナ   | 30,000    | [ 55 ] |
| 韓国             | ガオンチャート                     | -          | 170,972   | [ 56 ] |
| イギリス         | 英国レコード産業協会               | プラチナ   | 600,000   | [ 57 ] |
| アメリカ         | アメリカレコード協会               | プラチナ×3 | 3,000,000 | [ 58 ] |

## 発売歴
| 地域     | 発売日        | フォーマット                     | レーベル                       | 脚注          |
| -------- | ------------- | -------------------------------- | ------------------------------ | ------------- |
| アメリカ | 2016年1月8日  | デジタルオーディオ               | ウォルト・ディズニー・レコード | [ 59 ] [ 60 ] |
| アメリカ | 2016年1月26日 | コンテンポラリー・ヒット・ラジオ | ウォルト・ディズニー・レコード | [ 61 ]        |